# Huldreich Matthes
Huldreich Matthes (* 12. Oktober 1850 in Bürgel; † 12. Mai 1926 in Eisenach) war ein deutscher Forstmann und Hochschullehrer.

## Leben
Huldreich Matthes wurde am 12. Oktober 1850 im ostthüringischen Bürgel geboren. Er besuchte die Realschule I. Ordnung in Weimar und wählte den Beruf eines Försters. Seine erste Anstellung war im Revier Stadtroda.
Auf Empfehlung seiner Vorgesetzten besuchte Matthes von 1868 bis 1870 die Großherzoglich-Sächsische Forstlehranstalt Eisenach. Seine Übernahme in den Forstdienst des Großherzogtums Sachsen-Weimar-Eisenach erfolgte 1870. Matthes erhielt von 1874 bis 1875 Gelegenheit, sein Wissen durch ein Ergänzungsstudium an der Universität Gießen zu vervollkommnen, dort wurde er auch Assistent im Forstinstitut. Während seines Studiums wurde er 1874 Mitglied der Burschenschaft Frankonia Gießen.
Nach seiner Studienzeit erhielt Matthes Aufgaben im Frauenseer Forst, Revier Tiefenort übertragen. 1879 wurde er Mitglied der Großherzoglichen Forsttaxations-Kommission und 1882 Dozent an der Großherzoglich-Sächsischen Forstakademie in Eisenach.
Seine Ernennung zum Forstrat erhielt Matthes im Jahr 1896. Die Universität Jena verlieh ihm 1905 die Ehrendoktorwürde. Als Nachfolger des pensionierten Direktors Hermann Stoetzer wurde Matthes 1910 Direktor der Eisenacher Forstakademie und blieb, zum Oberlandforstrat befördert, bis zur Auflösung der Hochschule im Jahr 1915 deren Direktor.
Huldreich Matthes hatte während seiner Lehrtätigkeit in Eisenach Kontakt zum Dresdner Garten- und Landschaftsarchitekten Max Bertram gefunden. Beide entwickelten für die Eisenacher Stadtverwaltung ein Konzept für die Nutzung der am Pflugensberg befindlichen Trift- und Brachflächen als Stadtpark. Die Aufforstung der Steilhänge entlang des Eichrodter Weges und am Riesengraben erfolgten auch durch seine Forsteleven.
Nach seiner Pensionierung übernahm Huldreich Matthes in der Wartburgstadt noch einige Ehrenämter und trat als Landtagsabgeordneter in Erscheinung, er verstarb 1926 in Eisenach.